# Istebné
Istebné – wieś (obec) na Słowacji, w powiecie Dolný Kubín, w historycznym rejonie Orawa. Położona jest na Magurze Orawskiej w dolinie rzeki Orawa i uchodzącego do niej potoku Istebnianka. Przez miejscowość prowadzi droga krajowa nr 70. Wieś po raz pierwszy wzmiankowana w 1316 roku jako Iztebna.